# 戴資穎
戴資穎（たい・しえい、タイ・ツーイン、ラテン文字 : Tai Tzu-ying、ピン音 : Dài Zīyǐng、1994年6月20日 - ）は、台湾・高雄市出身の女子バドミントン選手。
2011年には16歳6か月で台湾バドミントン選手権で優勝し、最年少優勝記録を更新した。22歳だった2016年12月にはBWF世界ランキングで1位となり、2018年4月に2週のみ日本の山口茜に1位の座を譲った後、再び1位の座に君臨している。2017年と2018年のアジアバドミントン選手権大会、2018年のアジア競技大会バドミントン競技で優勝している。

## 経歴

### 2012-2016
戴資穎の父親は消防士であり、高雄市バドミントン連盟の会長だった。戴資穎は小学3年生の時にバドミントンをはじめた。2009年には15歳で国際大会に初出場し、ベトナム・オープンで準優勝した。同年7月には台湾バドミントン選手権でベスト8となっている。同じく7月にはマレーシアで開催されたアジアユースU19バドミントン選手権大会で準優勝した。同年12月には香港で開催された東アジア競技大会に出場し、銀メダル1個と銅メダル1個を獲得した。
2012年にはヨネックスオープンジャパンで優勝し、BWFスーパーシリーズの最年少優勝者となった。なお、2013年にはタイのラチャノック・インタノンが最年少記録を更新し、また同年には日本の山口茜にも抜かれている。2012年には台湾オープンでも決勝でインドネシアのリンダウェニ・ファネトリを破って優勝した。
2013年の台湾オープンでは決勝で韓国の成池鉉に敗れた。同年のBWFスーパーシリーズファイナルズには第8シードとして出場し、準決勝では第1シードの中国の王適嫻を破ったが、決勝では中国の李雪芮に敗れた。
2014年アジア競技大会では3位となり、同大会で初めてメダルを獲得した台湾人バドミントン選手となった。同年の香港オープンでは決勝で日本の奥原希望を下して優勝した。同年のBWFスーパーシリーズファイナルズには第6シードとして出場し、準決勝ではインドのサイナ・ネワールを、決勝では韓国の成池鉉を下して初優勝した。
2015年のシンガポール・オープンでは第5シードとして出場し、第4シードの王儀涵などを下して決勝まで勝ち上がったが、決勝で中国の孫瑜に敗れた。同年のBWFスーパーシリーズでは優勝することができなかった。
2016年6月のインドネシア・オープンでは決勝で中国の王儀涵を下して優勝した。同年8月にブラジルのリオデジャネイロで開催された2016年リオデジャネイロオリンピックのバドミントン競技には第8シードとして出場したが、決勝トーナメント1回戦でインドのシンドゥ・プサルラに敗れた。

### 2016-

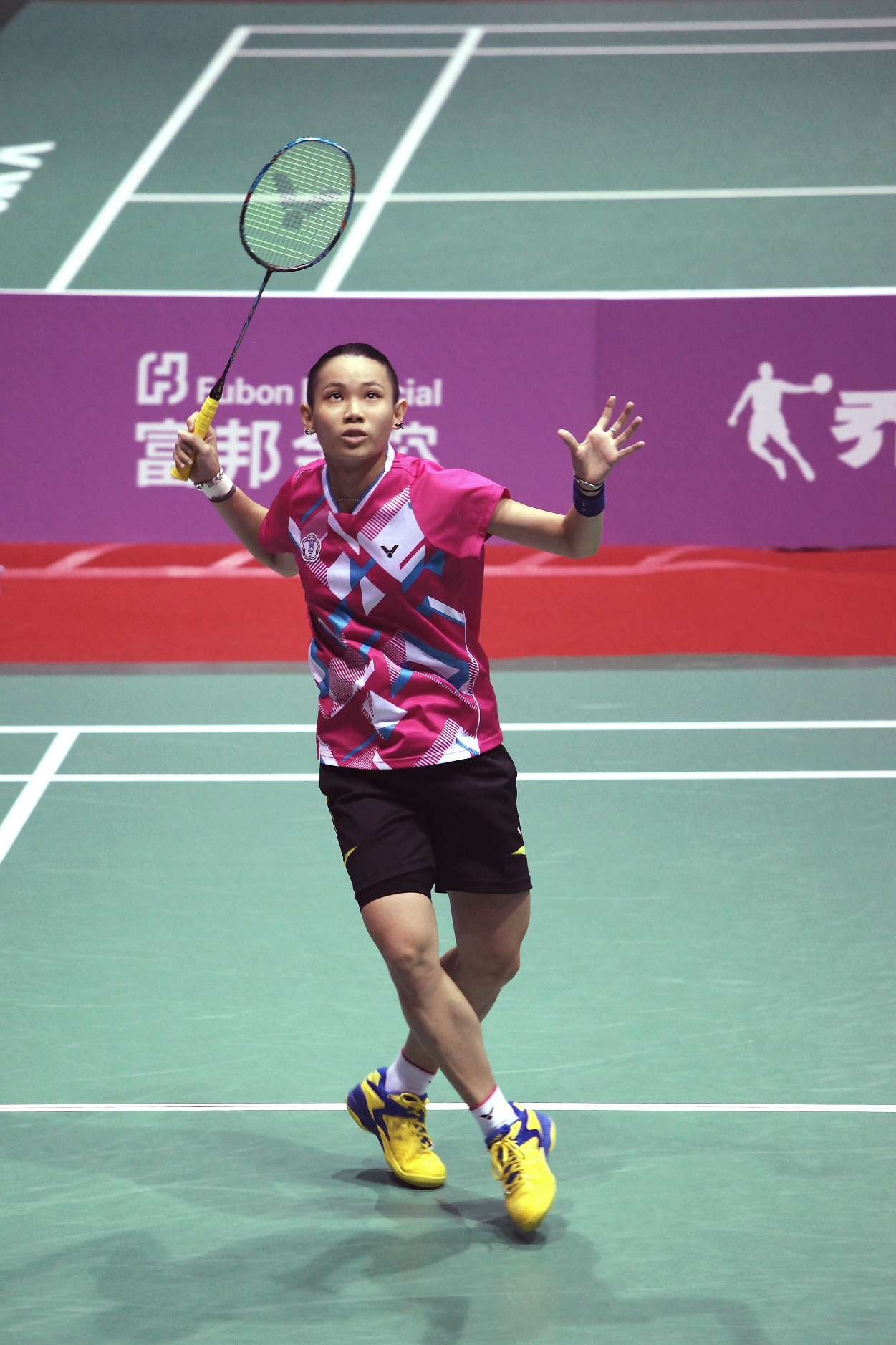
世界選手権を欠場してまでユニバーシアードに出場した戴資穎

2016年11月の香港オープンでは決勝でインドのシンドゥ・プサルラを下して優勝した。同年12月には台湾人選手として初めてBWF世界ランキングで1位となった。同年のBWFスーパーシリーズファイナルズには第1シードとして出場し、決勝では2年前と同じく韓国の成池鉉を下して2度目の優勝を飾った。李雪芮に続いて同大会で複数回優勝した2人目の選手となり、また同大会で3度決勝に出場した初の選手となった。
2017年シーズン開幕前には、同年8月にスコットランドのグラスゴーで開催される世界バドミントン選手権大会を欠場すると発表し、その代わりに同時期に台湾で開催される2017年夏季ユニバーシアードに出場すると発表した。台湾でユニバーシアードほどの規模のスポーツ大会が開催されることはまれであり、台湾勢の好成績を世界に印象付けたい狙いもあった。戴資穎の決断を蔡英文台湾総統も賞賛し、同年のスポーツエリート賞では特別功労賞を受賞した。
BWF世界ランキング1位でスタートした2017年シーズンは、3月の全英・オープンでは決勝でタイのラチャノック・インタノンを下して優勝した。4月にはマレーシア・オープンとシンガポール・オープンで2週続けて、決勝でスペインのカロリーナ・マリンを下して優勝した。同じく4月に中国の武漢市で開催されたアジアバドミントン選手権大会では、日本の山口茜を下して優勝した。アジア選手権では台湾人選手として初の優勝だった。これによって、出場した6大会連続で優勝するという快挙を達成している。9月の韓国オープンでは2回戦で、同じく9月のヨネックスオープンジャパンでは1回戦で敗れた。
2018年4月には67週連続で保持してきたBWF世界ランキング1位の座を日本の山口茜に譲ったものの、同じく4月の2018年アジアバドミントン選手権大会で優勝し、わずか2週間の陥落後には1位の座を奪い返した。同年7月から8月に開催された世界バドミントン選手権大会には第1シードとして出場したが、準々決勝で第6シードの中国の何冰嬌に敗れた。8月にインドネシアのジャカルタで開催された2018年アジア競技大会では、決勝でインドのシンドゥ・プサルラを下して優勝した。同年10月のデンマーク・オープンを終えた時点のランキングポイントは101,517点であり、女子では中国の李雪芮以来となる10万点越えを達成した選手となった。同じく10月のフランス・オープンでは準優勝して101,644点とし、かつての李雪芮を上回って歴代最多ポイント記録者となった。
2021年開催の東京オリンピックは第2シードで出場して決勝戦まで勝ち上がり、中国の陳雨菲に敗れたが銀メダルを獲得した

## 論争

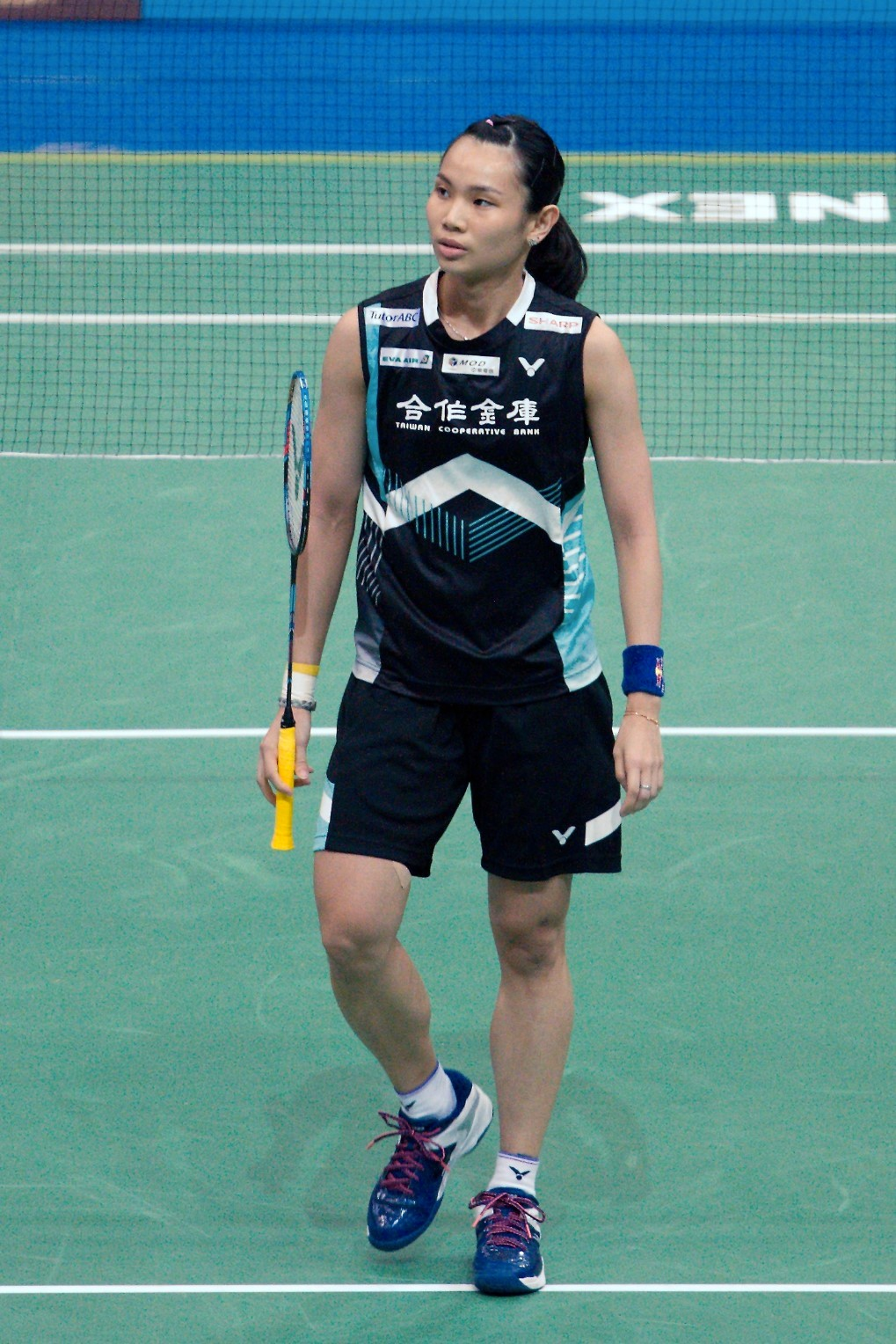
2018年台湾オープン

2016年リオデジャネイロオリンピックにおいて、戴資穎は台北バドミントン協会の協賛企業であるヨネックスから提供されたシューズが足に合わなかったとして、個人スポンサーのビクタースポーツのシューズをロゴを隠した状態で履いて試合に出場した。これによって大会後には戴資穎の行動の妥当性について、台北バドミントン協会との間で議論が起こった。

## 成績

### アジア競技大会
女子シングルス
| 年   | 開催地                   | 対戦相手           | スコア             | 結果     |
| ---- | ------------------------ | ------------------ | ------------------ | -------- |
| 2018 | インドネシア、ジャカルタ | シンドゥ・プサルラ | 21–13, 21–16       | 金メダル |
| 2014 | 韓国、仁川市             | 李雪芮             | 16–21, 26–24, 8–21 | 銅メダル |

### アジア選手権
女子シングルス
| 年   | 開催地       | 対戦相手                 | スコア              | 結果     |
| ---- | ------------ | ------------------------ | ------------------- | -------- |
| 2018 | 中国、武漢市 | 陳雨菲                   | 21–19, 22–20        | 金メダル |
| 2017 | 中国、武漢市 | 山口茜                   | 18–21, 21–11, 21–18 | 金メダル |
| 2015 | 中国、武漢市 | ラチャノック・インタノン | 22–20, 9–21, 12–21  | 銅メダル |